# Joest Racing
Joest Racing is een Duits raceteam dat in 1978 werd opgericht door voormalig Porsche-coureur Reinhold Joest.

## 24 uur van Le Mans
Het Joest Racing team is het succesvolste team tijdens de 24 uur van Le Mans. Aanvankelijk, tussen 1980 en 1997, nam het team deel met Porsche deel aan de historische race en wist het enkele malen te winnen. Vanaf het jaar 2000 nam het team deel met Audi's en was het oppermachtig. Ook de winnende Bentley-inschrijving in 2003 werd geleid door Joest. Audi trok zich na het seizoen 2016 terug uit het WEC, waardoor ook Joest van het toneel verdween.

## IMSA Sportscar Championship
Vanaf het seizoen 2018 neemt Joest Racing deel aan het IMSA Sportscar Championship. Hierin komt het team uit als Mazda-fabrieksteam, met een auto die voldoet aan het Daytona Prototype international-reglement (DPi-reglement).